# Expérience client

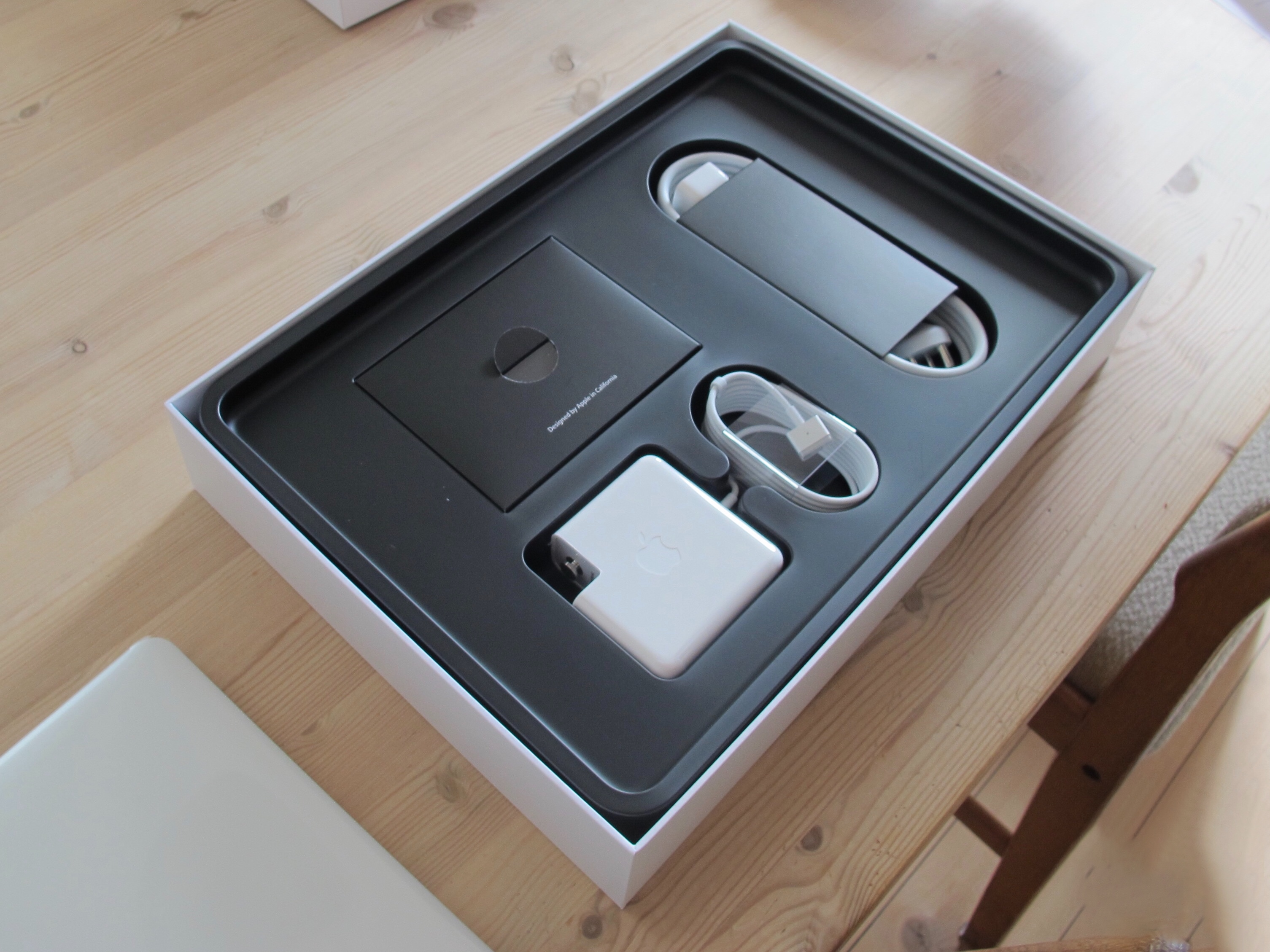
Grâce aux apports du marketing expérientiel, les entreprises qui cherchent à se différencier intègrent le processus de déballage (ici un ordinateur portable MacBook Pro) comme faisant partie intégrante de l'expérience client.

L'expérience client (en abréviation anglaise, CX pour Customer eXperience) est un concept du domaine du marketing qui traite du sujet de la relation entre les entreprises et les clients. Elle inclut une combinaison d'éléments cognitifs, émotionnels, physiques, sensoriels, spirituels et sociaux que l'entreprise doit prendre en compte pour satisfaire ses clients. Ce concept qui est souvent confondu avec ceux de la gestion de la relation client, du marketing relationnel ou encore du marketing sensoriel, est l'élément déterminant de la stratégie de marketing expérientiel.

## Définition
L’expérience client est la somme des expériences que les clients vivent lorsqu'ils interagissent avec une entreprise ou une marque spécifique. Au lieu de se limiter aux moments cruciaux du processus d'achat, le parcours du client documente l'expérience complète de la relation client/entreprise, avant, pendant (expérience achat) et après l'achat d'un produit ou service.
La compréhension de l'expérience du client tout au long de son parcours est l'un des facteurs cruciaux pour les entreprises et c'est l'un des principaux objectifs de gestion dans de nombreuses sociétés. De nombreuses entreprises ont des responsables en chef de l'expérience client, des vice-présidents de l'expérience client ou des directeurs de l'expérience client.
L'importance de l'expérience du client dans son parcours est de plus en plus importante, car les gens interagissent avec différentes entreprises dans un grand nombre de points de contact, donc le parcours du client devient plus complexe avec chaque canal de marketing supplémentaire. 
Pour réaliser de l’expérience client positive pour le client, l’entreprise doit « comprendre ce qui touche l’individu aux moments clés de son parcours ». La gestion de la relation client intervient dans la mise en œuvre d’une expérience client sur le long terme. 
Le concept d'« économie de l'expérience » a été introduit pour la première fois par Joe Pine et Jim Gilmore dans l'ouvrage The Experience Economy. Les auteurs expliquent que l'économie de l'expérience est la continuation logique de l'économie agraire, l'économie industrielle, puis l'économie des services. En créant de la valeur, l'économie de l'expérience ouvre une nouvelle étape où les produits et les services sont agrémentés d'émotions et de sentiments. L'entreprise met en scène ses produits et ses services afin de faire passer au consommateur un moment remarquable. 
La cartographie du parcours client (Customer Journey Mapping, CJM) est un outil de gestion pour mieux comprendre l'expérience client d'une entreprise. L'idée fondamentale de la CJM est relativement simple ; il s'agit d'une représentation visuelle de la séquence d'événements par laquelle les clients peuvent interagir avec une organisation de services pendant tout le processus d'achat.
L’expérience client est souvent liée à d'autres approches et termes, tels que : schéma de service, déplacements de service, et organisation d'indices. Le schéma de service a été développé dans les années 1980 comme une méthode d'aide à la gestion et à la conception des services,. Le processus de service est présenté sous forme de visualisations schématiques, également appelées plans de service.